# يوسوكي فوجيكيا
يوسوكي فوجيكيا (باليابانية: 藤ヶ谷 陽介) (مواليد 13 فبراير 1981)، هو لاعب كرة قدم ياباني سابق كان يلعب كحارس مرمى.

## وصلات خارجية
- يوسوكي فوجيكيا على موقع الاتحاد الدولي (مؤرشف)  (الإنجليزية)
- يوسوكي فوجيكيا على موقع رابطة كرة القدم اليابانية للمحترفين (اليابانية)
- يوسوكي فوجيكيا على موقع قاعدة بيانات كرة القدم.إي يو (الإنجليزية)
- يوسوكي فوجيكيا على موقع Soccerway.com (الإنجليزية)
- يوسوكي فوجيكيا على موقع عالم كرة القدم.نت (الإنجليزية)